# Liste des affaires d'abus sexuels sur mineurs dans l'Église catholique en France
Pour un article plus général, voir Abus sexuels sur mineurs dans l'Église catholique en France.
Cette page liste chronologiquement les affaires d'abus sexuels sur mineurs dans l'Église catholique en France.

## Évêques

### Années 2000
- Le 4 septembre 2001, Pierre Pican, évêque du diocèse de Bayeux et Lisieux, est condamné à 3 mois de prison avec sursis pour non-dénonciation aux autorités des agissements pédocriminels de l'abbé René Bissey[1]. S'il avait appris certains faits de façon confidentielle, d'autres informations sur l'existence de victimes avaient été obtenues par une recherche de sa part et ne relevaient pas, selon le tribunal, du secret professionnel[2]. C'est la première condamnation pénale d'un évêque depuis la Révolution française[3],[4].

### Années 2010

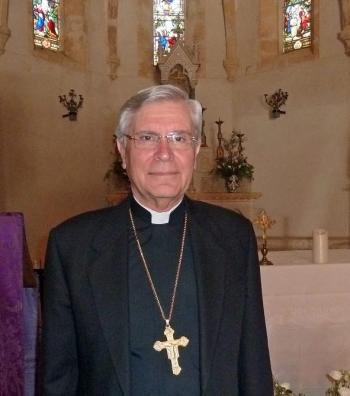
Jean-Michel Di Falco en 2013.

- Jean-Michel Di Falco est accusé d'avoir agressé sexuellement deux enfants dans les années 1970. La justice, dans un premier temps, a décidé d'un non-lieu à poursuivre considérant les faits prescrits. La Cour de cassation a annulé, le 7 juillet 2022, le jugement de la cour d’appel de Paris qui avait retenu en 2018 la prescription des faits, relançant ainsi la procédure au civil[5],[6].
- En 2014 le prêtre Gaël Cornefert, 39 ans, alors affecté à la paroisse Saint-Jean-Baptiste-de-la-Salle (Paris XVe) est condamné à 6 mois de prison avec sursis et 5 ans d'interdiction d'exercer « une activité professionnelle ou bénévole » impliquant un contact avec des « mineurs » avec inscription automatique dans le fichier des auteurs d'infractions sexuelles ou violentes. Il a reconnu des corps à corps avec un jeune garçon dans son appartement dans le presbytère. Le jeune garçon était servant d'autel sous sa responsabilité. Ce prêtre conservait dans son ordinateur 283 photo du jeune garçon[7],[8].
- En 2017, l'évêque de Dax Hervé Gaschignard démissionne à la suite de « comportements inappropriés », en 2011 et 2017, envers des adolescents. Le résultat de l'enquête préliminaire ordonnée par le Procureur de la République de Dax. Ce dernier indique « des attitudes et des paroles totalement inappropriées » auprès d'adolescents du diocèse « mais qui ne revêtent pas de qualification pénale ». L'affaire est classée sans suite en juin 2017[9],[10].
- En 2018 l'évêque émérite d'Orléans, André Fort, est condamné à son tour à huit mois de prison avec sursis, pour ne pas avoir signalé à la justice les agissements pédocriminels de Pierre de Castelet, prêtre de son diocèse[11].
- En 2019, l'archevêque de Lyon, Philippe Barbarin, est condamné en première instance à six mois de prison avec sursis, pour ne pas avoir signalé à la justice les agissements pédocriminels du prêtre Bernard Preynat. La cour d’appel de Lyon prononce cependant sa relaxe dans son arrêt du 30 janvier 2020, relaxe confirmée par la cour de cassation, le 14 avril 2021. Le pape accepte sa démission en mars 2020[12].

### Années 2020

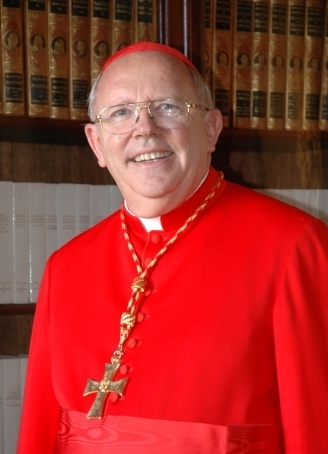
Jean-Pierre Ricard en 2006

- En octobre 2020, Emmanuel Lafont est accusé par un migrant haïtien d'avoir marchandé des relations sexuelles en l'échange de papiers d'argent et de biens[13]. En mars 2021, le jeune homme porte officiellement plainte contre Lafont[14].
- Maurice Gardès, ancien archevêque d'Auch (2004-2020), fait l'objet d'une enquête pénale le 1er décembre 2020 après la plainte auprès du procureur d'une religieuse accusant Maurice Gardès « d’agression sexuelle et de tentative de viol entre fin 2007 et 2009 »[15] En l'absence de preuves matérielles, l'enquête est classée sans suite le 15 avril 2022 au motif d'« infraction insuffisamment caractérisée »[16]. Toutefois, une enquête canonique est toujours ouverte par l'Église catholique, qui maintient ses mesures conservatoires[17],[18].
- En février 2022, une femme accuse l'évêque Michel Guyard (1936-2021) d'agressions sexuelles subies alors qu'elle avait 5 ou 7 ans et que Michel Guyard était vicaire général du diocèse de Paris[19],[20].
- Michel Santier démissionne en 2019 après des révélations, auprès de sa hiérarchie, d'« abus spirituels à des fins sexuelles » notamment dans le cadre de la confession commis dans les années 1990 auprès de deux jeunes adultes du diocèse de Coutances et Avranches. L'Église catholique garde le silence sur cette affaire en 2019. Quand la presse la révèle au public en octobre 2022, cinq autres victimes potentielles se font connaître, le procureur de la République est alors saisi[21],[22],[23].
- En novembre 2022, Jean-Pierre Ricard, reconnaît des abus à l'encontre d'une adolescente de 14 ans, lorsqu'il était curé. Il se met à la disposition de la justice[24],[25]. L'enquête est classée sans suite pour prescription[26]. Au printemps 2023, il est sanctionné canoniquement par le Vatican, et interdit de ministère public, tout en restant cardinal[27].
- Le 16 novembre 2022, dans un message rendu public, Jean-Pierre Grallet, archevêque émérite de Strasbourg, reconnaît avoir eu « des gestes déplacés envers une jeune femme majeure, comportement qu['il] regrette profondément ». Cette agression sexuelle a eu lieu à la fin des années 1980, alors qu'il était religieux franciscain[28],[29].
- en septembre 2023, l'évêque de Cahors, Laurent Camiade, mis en cause pour maintenir en poste le père Philippe Olivier dans la paroisse de Catus[30], dénie le caractère pédophile des actes de ce prêtre[31], pourtant condamné en 2013 pour attouchements sexuels sur mineur[32].

## Prêtres et laïcs en mission ecclésiale

### XIXesiècle
- 1832
  - Jean-Claude Courveille, prêtre bénédictin reconnu coupable d'abus sexuels sur 6 enfants dans la paroisse d'Apinac. En 1835, non condamné par la justice bien que les faits soient reconnus par l’Église, il devient prêtre de la chapelle de l’hôpital caritatif de Châteauroux où il commet d'autres agressions. Fuyant à nouveau, et sur la base de faux documents, il devient moine en 1838[33].
- 1842
  - L'abbé Casimir Bérangier abuse de jeunes adolescents qui lui sont confiés. Il ritualise des pratiques sexuelles, masturbations et fellations, au nom de révélations de la Vierge qui lui auraient été transmises par des « anges ». Eugène de Mazenod, évêque de Marseille, est informé mais ne fait rien[34],[35],[36].
- 1845
  - Eugène Vintras, qui prétend être la réincarnation du prophète Élie, crée une secte chrétienne, L'« Œuvre de la Miséricorde » où il prône la « Sainte liberté des Enfants de Dieu ». L'abbé Maréchal, un prêtre ayant rejoint la secte, se réclame de la « Sainte liberté des Enfants de Dieu » pour abuser de mineurs en organisant des masturbations collectives et réciproques[37],[38].

### XXesiècle
- 1956
  - Guy Desnoyers, curé à Uruffe, tue sa maîtresse, mineure et enceinte, Régine Fays, âgée de 19 ans, le 3 décembre 1956[39]. Il est condamné aux travaux forcés à perpétuité et libéré le 5 août 1978, après vingt-deux ans de détention.
- À partir de 1958
  - L'affaire Joël Allaz fait référence au prêtre capucin Joël Allaz, ayant agressé sexuellement, en Suisse et en France, au moins vingt-quatre enfants entre 1958 et 2003. Les affaires sont prescrites pour vingt-deux victimes en Suisse mais deux victimes ont été abusées en France entre 1992 et 1995. Joël Allaz est condamné, en janvier 2012, par le tribunal correctionnel de Grenoble à deux ans de prison avec sursis[40],[41].
- 1960
  - Le prêtre Pierre Dufour est arrêté en 2003, il reconnaît des viols et agressions sexuelles envers des majeurs ou des enfants et ce depuis 1960. Il est condamné en 2006 à 15 ans de prison[42].
  - Dans les années 1960, le prêtre Bernard Tartu est le chef de chœur des Petits Chanteurs de Touraine. Huit victimes alléguées ont déposé plainte contre celui-ci pour agressions sexuelles à partir de 2006, mais les faits, remontant à plus de 30 ans, sont prescrits. Néanmoins l'évêque de l'archidiocèse de Tours, Vincent Jordy, considère que « l’addition des plaintes », et la « convergence » des dépositions rendent ces allégations crédibles. Aussi Bernard Tartu a été, en décembre 2021, mis en retrait et ne peut « plus faire d’office, de messe même en privé ». Âgé de 81 ans, il est retourné vivre dans sa famille[43],[44].
- 1962
  - En novembre 2019, le prêtre Roger Matassoli est retrouvé assassiné dans sa maison dans l'Oise, une croix enfoncée dans la gorge. L'évêque Jacques Benoit-Gonnin reçoit des accusations par une victime alléguée pour des faits d'agressions sexuelles en 1962. L'évêque ne prévient pas la justice : « Dans les années 2010-2011, la pratique pour les évêques était de dire si les faits sont prescrits ou non, là ils l’étaient. On ne le ferait plus maintenant ». Plusieurs victimes se signalent, une enquête canonique est demandée par Rome, elle n'est pas menée à son terme. Le meurtrier du prêtre est une de ses victimes[45].
- À partir de 1970
  - En janvier 2024, 33 plaintes pour violences, agressions sexuelles et/ou viols, au sein de l'Institution Notre-Dame de Bétharram sont déposées pour des faits allégués entre les années 1970 et 1990[46].
- 1987
  - Entre 1987 et 1989, Jean Bréheret, prêtre du diocèse d'Angers, viole deux sœurs jumelles de Doué-la-Fontaine[47], alors âgées de 13 ans. L'évêque, Jean Orchampt, a couvert le prêtre[48]. Le 24 mars 2004, Jean Bréheret, âgé de 80 ans, est condamné à 8 ans de prison ferme[49].
- 1988
  - 1988 à 1994, le prêtre de la paroisse de Liginiac (Corrèze), Jean-Olivier Guinant viole à plusieurs reprises un de ses jeunes paroissiens, qui avait au début à peine onze ans, puis un autre en 1997. En 1998, il est condamné à 3 ans de réclusion avec sursis pour des attouchements sexuels. Il est alors déplacé à Paris avant de revenir rapidement dans sa paroisse où il s'occupe à nouveau d'enfants. Entre 2001 et 2005, il fait deux victimes mineures avant d'être arrêté et condamné à 12 ans de prison.
- 1989
  - De 1989 à 1995, puis en 2009, Michel Tual, curé de l'église Saint Jean-Baptiste à Bras-Panon et de celle de Sainte-Rose[50], à La Réunion, se livre à au moins onze agressions sexuelles sur des mineurs de moins de 15 ans. Jugé en 2013, il est condamné à 5 ans de prison[51],[52].
- 1990
  - Émile Leblond, curé de Pont-Saint-Pierre (Eure) viole un mineur de 12 ans. En mars 2003, il est condamné à huit ans de prison. Lors de son procès, d'autres victimes se présentent pour des viols et agressions qui auraient eu lieu depuis qu'il était devenu prêtre, en 1942. Aucune poursuite ne suivra, ces derniers cas étant prescrits.
  - Gérard Mercury est prêtre dans le diocèse de Toulon où il se livre à des « agressions sexuelles sur mineurs de moins de 15 ans ». Il est alors, une première fois, condamné à 18 mois de prison avec sursis pour ces agressions. Déplacé dans le diocèse de Bordeaux où il récidive, entre 1994 et 1999. En septembre 2001, il est alors condamné à 4 ans de prison avec une interdiction à vie d'une activité en lien avec des enfants.
- 1992
  - Le prêtre Max de Guibert est condamné le 18 janvier 2021 à trois ans de réclusion criminelle par le tribunal correctionnel du Mans pour avoir agressé sexuellement six enfants entre 1992 et 2003[53]. Le 19 décembre 2022, le dicastère pour la Doctrine de la Foi l'interdit de tout ministère paroissial[54],[55].
  - Le 20 mai 2006 Dominique Spina, prêtre du diocèse de Bayonne, Lescar et Oloron, est condamné en appel, comme en première instance, à 5 ans de prison ferme dont un avec sursis pour les viols entre 1992 et 1994 d'un mineur âgé de 16 et 17 ans au moment des faits[56],[57].
- 1995
  - Entre 1995 et 1998, Henri Le Bras a imposé des relations sexuelles à un garçon de 12 ans (en 1995), alors qu'il était curé à Fontainebleau puis à Moret-sur-Loing (Seine-et-Marne). Le 25 octobre 2006, il est condamné à 10 ans de réclusion en Seine-et-Marne. À l'occasion de ce procès, pour la première fois, l’Église est admise à se porter partie civile dans ce type d’affaire[58].
  - Les Petits Chanteurs de Nogent-sur-Marne font l'objet de plusieurs affaires de pédophilie[59],[60].
- 1997
  - En 2004, Bertrand Ollé, chef de chœur de la Maîtrise de la cathédrale Saint-Étienne de Toulouse est dénoncé par des enfants auprès de 2 prêtres et du chef de la chorale qui n'interviennent pas. Lors d'une nouvelle tournée un autre enfant est victime d'agression. Une famille informe alors directement l'évêque Émile Marcus qui signale enfin les faits à la justice[61]. Bertrand Ollé est condamné en 2008 à cinq ans de prison, dont trois ferme pour des attouchements sexuels sur huit enfants de 9 à 11 ans entre 1997 et 2004[62],[63].
- 1998
  - En février 1998, Pierre Silviet-Carricart, directeur de l'institution Notre-Dame de Bétharram, est mis en examen pour viol sur mineur de 15 ans, la victime alléguée avait 11 ans à l'époque des faits. Le prêtre se suicide en 2000 juste avant de devoir se présenter devant le juge d'instruction de l'affaire[64],[65].
  - En septembre, René Bissey est accusé d'une douzaine de viols et agressions sur mineurs entre 1985 et 1996[66]. Il est condamné, le 6 octobre 2000, à 18 ans de réclusion criminelle[67],[1],[68].

- 1999

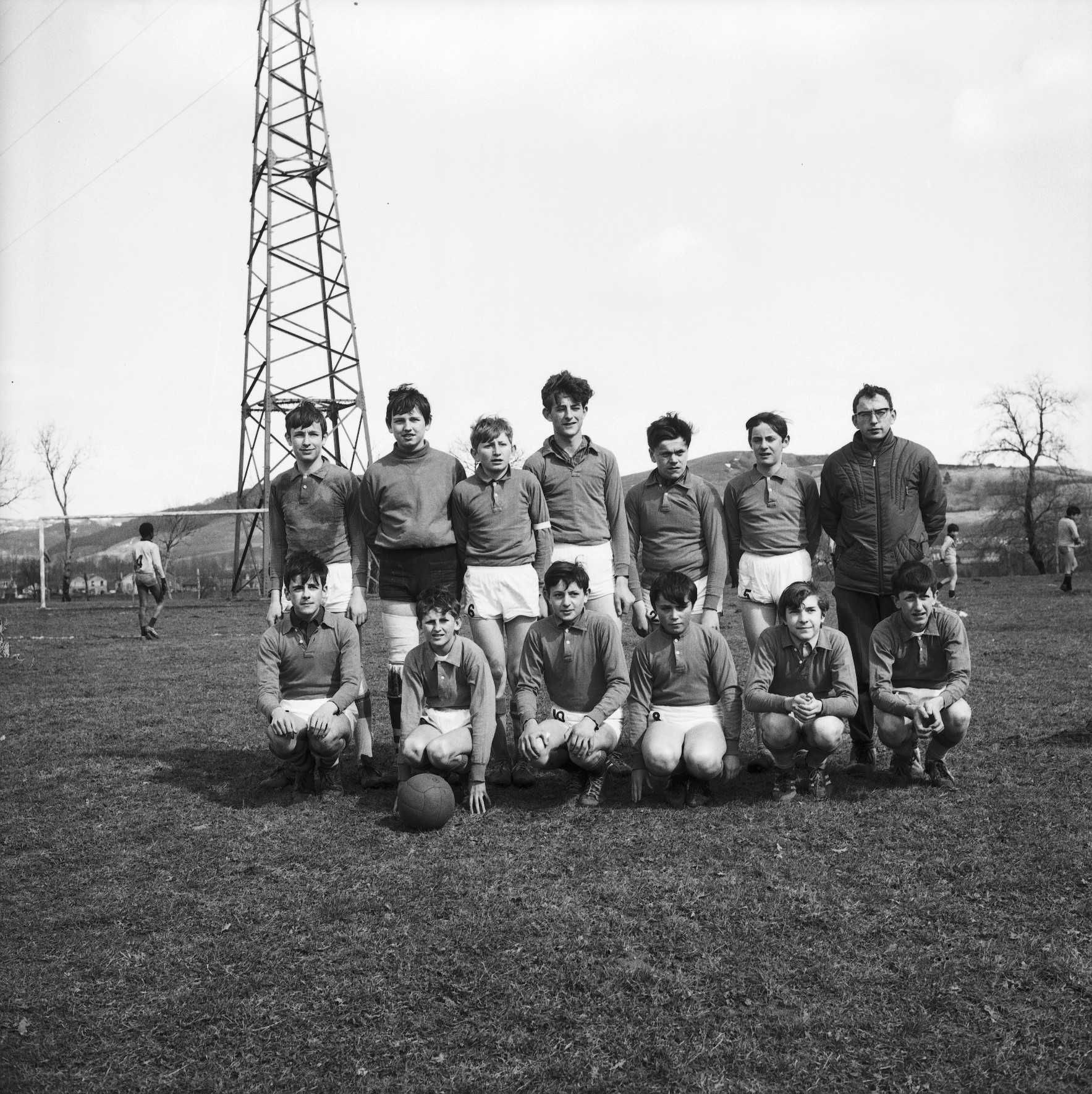
Jean-Lucien Maurel posant avec les minimes du collège, en 1970.

  - En octobre, la cour d'assise de Vendée condamne Noël Lucas à 16 années de réclusion criminelle pour viols sur mineurs de moins de 15 ans[69].

### XXIesiècle

#### Années 2000
- 2000
  - Jean-Lucien Maurel est directeur du collège privé catholique Saint-Pierre de Mur-de-Barrez dans l'Aveyron. Il est condamné en 2000 à dix ans de prison pour viols et agressions sexuelles sur trois mineurs de 10 à 13 ans. Libéré en 2005, il se retire à Rodez où il peut continuer à célébrer des messes n'ayant pas été renvoyé de l'état clérical par l'Église catholique[70].
  - Le 6 mai 2022 le frère André Gouzes est mis en cause dans une affaire de viol sur mineur qui remonterait à la fin des années 2000. Le prêtre aurait obligé un enfant, entre ses 4 et 6 ans, à lui faire des fellations. Le signalement par sa congrégation (les dominicains de la Province de Toulouse) date de l’autonome 2021. L'enquête est suivie par le parquet de Rodez[71],[72].
- 2001
  - En 2001, le prêtre Jean-Luc Heckner est condamné à 16 ans de prison pour viols et agressions sexuelles sur sept jeunes garçons, âgés de 11 à 14 ans, de 1992 à 1998[73].
- 2004
  - En 2008, l'archevêque Pierre d'Ornellas est informé que le prêtre de Saint-Malo Gaël Carissan, ordonné en 2000, a eu des relations sexuelles avec un adolescent entre 2004 et 2006, essentiellement à Rennes et à Rome. Il ne dénonce pas le prêtre aux autorités judiciaires et décide simplement de le déplacer dans une communauté de l'Arche. Gaël Carissan est finalement condamné en 2019 à cinq ans de prison, dont trois avec sursis, pour agressions sexuelles. Pendant l'instruction, les enquêteurs ont trouvé près de 4 000 photos et films pornographiques homosexuels et hétérosexuels dans l'ordinateur de Gaël Carissan[74],[75].
- 2005
  - En septembre, le prêtre québécois Denis Vadeboncœur, membre des Religieux de Saint-Vincent-de-Paul et condamné à 20 mois de prison au Québec en 1985 pour de multiples faits de pédophilie[76], est condamné en France à 12 ans de prison ferme pour les viols d’un mineur[76]. En 1988, l'évêque Jacques Gaillot l'avait accueilli dans son diocèse et l'avait nommé curé de Lieurey, le mettant ainsi à nouveau en contact avec des enfants[76]. En 2000, un jeune homme porte plainte pour viol contre Denis Vadeboncœur, pour des faits qui se seraient déroulés autour de 1990 alors qu'il était encore mineur. Jacques Gaillot, après avoir prétendu qu’il ignorait le passé pédophile de Vadeboncœur en 1988, finit par avouer qu’il en était au contraire parfaitement informé : « On rendait service. On vous demandait d’accueillir un prêtre indésirable et vous l'acceptiez. Ce que j’ai fait il y a plus de vingt ans, c’était une erreur »[76]. Son successeur l'évêque Jacques David demande, quand l'affaire est révélée au public, « compassion et miséricorde » pour Denis Vadeboncœur, « sans aucun mot pour la victime ». Il reconnaît qu' « il n'avait perçu que tardivement la gravité » du problème de la pédophilie[77].
  - En juin, François Lefort, figure de l'humanitaire[78] et dénonciateur de réseaux pédophiles[79], est condamné à huit ans de prison par la cour d'assises des Hauts-de-Seine[80] pour tentatives de corruption, agressions sexuelles et viols sur mineurs. Il avait clamé son innocence sans faire appel. Sorti de prison, il a demandé une révision de son procès au motif que ses trois accusateurs ont déclaré avoir menti sous pression[81],[82]. La Cour de cassation rejette définitivement sa demande en révision en septembre 2020[83].
  - Le 14 février 2023, Alain Bonjour, prêtre de l'Institut Notre-Dame de Vie, a été reconnu par la cour criminelle du Pas-de-Calais coupable de viol et agression sexuelle sur une adolescente, pour des faits remontant à 2005-2006. Il a été condamné à six ans de prison, peine s'accompagnant d'un suivi socio-judiciaire de cinq ans incluant une obligation de soins et l'interdiction d'activités en contact avec les mineurs[84].
- 2007
  - De mai 2007 à juin 2008, et alors qu'il est atteint du SIDA, Jacky Hoarau, le curé de Sainte-Marie, à la Réunion, commet des viols et agressions sexuelles sur un enfant de chœur de 14 ans. En avril 2012, il est condamné à huit ans de prison. Sa hiérarchie était au courant de sa maladie ainsi que des faits de pédophile qu'elle attribuait à son homosexualité[85],[86].
- 2008
  - En février, Pierre-Étienne Albert, membre de la Communauté des Béatitudes, association catholique proche du Renouveau charismatique, est mis en cause pour de nombreuses agressions sexuelles. Il reconnaît les faits concernant plus de 50 enfants[87],[88],[89]. Des témoignages confirment l'inaction des responsables de la communauté[88],[89], lesquels en ont même exclu quatre membres ayant révélé l'affaire[90]. Le dossier est placé sous la responsabilité de la justice[91] et l'affaire est jugée en novembre 2011. Pierre-Étienne Albert est accusé de 38 cas d'agressions sexuelles commis sur des mineurs, d'autres faits avoués étant prescrits. Il est condamné à 5 années de prison ferme[92],[93]. Ce procès révèle aussi les manquements des anciens responsables de cette communauté[94],[95],[96]. Mis en cause pour « non-dénonciation d’atteintes sexuelles », ceux-ci bénéficient cependant d'un non-lieu pour prescription[97]. Par ailleurs, l'OCRVP (Office central de la répression de la violence faite aux personnes) avait enquêté en 2008 au sujet des plaintes déposées pour manipulation mentale, mauvais traitements, abus sexuels, et suicides d'adolescents liés à la communauté des Béatitudes[98].
  - En février 2008, au sein des Petits Chanteurs de Passy, Emmanuel Marchand est mis en examen et écroué pour agression sexuelle sur mineur par personne ayant autorité. Le conseil d'administration de l'association révoque Emmanuel Marchand de sa charge de chef de chœur en avril 2008[99]. Au procès en correctionnelle de septembre 2009 consécutif à cette mise en examen, l'association se porte partie civile et obtient des dommages-intérêts en raison du préjudice subi[100], tandis qu'Emmanuel Marchand est condamné à cinq ans de prison ferme[101],[102],[103],[104].
- 2009
  - Le 25 décembre, un jeune homme, âgé de 16 ans, passe le réveillon de Noël avec Gaston Borges, archiprêtre de la Cathédrale Saint-Étienne de Sens, vicaire épiscopal, assesseur dans les juridictions de la Cour d'appel de Paris et du tribunal pour enfants d'Auxerre. Il accuse ce dernier de l'avoir agressé sexuellement lors de cette soirée. Le prêtre est interpellé chez lui à l'aube du dimanche 27 décembre, les policiers sur place découvrent dans son lit un autre enfant mais cette fois-ci âgé de 12 ans, ce dernier est son filleul. En 2011, il est condamné à un an de prison pour les agressions sexuelles sur ces deux mineurs. En janvier 2013, après avoir purgé sa peine, il reste prêtre et nommé par décision de l'archevêque d'Auch, Maurice Gardès, et avec l'accord de l'archevêque de Sens-Auxerre Yves Patenôtre, aumonier chez les Petites Sœurs des pauvres dans le diocèse d’Auch dans le Gers.

#### Années 2010
- 2010
  - Deux prêtres de l'archidiocèse de Rouen sont arrêtés pour agressions sexuelles sur mineur. En 2013, Jacques Gaimard est condamné à 2 ans de prison avec sursis et Jean-Marie Lemercier à 18 mois de prison avec sursis[105],[106].
- 2012
  - En septembre, à Lyon, le père Guy Gérentet de Saluneaux est renvoyé de l’état clérical[107] et condamné le 12 février 2016, à 81 ans, à deux ans de prison avec sursis pour agressions sexuelles sur huit jeunes filles entre 1989 et 2000[108]. L'archevêque de Lyon Louis-Marie Billé l'avait interdit de tout ministère public en 2001; son successeur Philippe Barbarin, contacté par une victime vers 2003, avait renouvelé cette interdiction sans alerter la justice[107].
- 2013
- Le père Philippe Olivier, du diocèse de Cahors, est condamné à un an de prison avec sursis et obligation de soins pour attouchements sexuels sur mineur, lors d'un procès à huis clos au tribunal correctionnel[109]. En septembre 2023, il est toujours responsable de paroisse à Catus, sous l'autorité de l'évêque, Laurent Camiade[31]. Mickaël, agressé par ce prêtre quand il avait 13 ans, fait part à la presse de son inquiétude et de sa colère devant cette situation[30].
- 2014
  - En février, le diacre permanent Eric Audouard, de la paroisse Notre-Dame de la Joie du diocèse de Saint-Étienne, membre des Focolari et professeur des universités. Il droguait chez lui, à Solignac dans la Haute-Loire, de jeunes garçons mineurs et majeurs pour faire des « expériences » et s’adonner à des attouchements sexuels. Il est condamné à 5 ans de prison dont la moitié ferme, renvoyé de l'état clérical[110], radié de l'université[111] et exclu des Focolari[112].
- 2015
  - Le 25 septembre, la mère d'une victime, décide de déposer plainte contre Jean-François Sarramagnan, un prêtre au sein du diocèse de Bayonne. Les premières agressions de Sarramagnan sur son neveu, alors âgé de 12 ans, datent de 1990. Il avoue ses agressions aux parents de la victime en 1991. En 2007, il est mis en cause dans l'agression d'une jeune fille de 17 ans mais un non-lieu est prononcé. Pierre Molères, cardinal du diocèse de Bayonne, Lescar et Oloron, décide de suspendre Jean-François Sarramagnan en 2008 et « l'exfiltre » à l'abbaye Notre-Dame de Tournay. Marc Aillet succède à Pierre Molères, en octobre 2008 et bien qu'informé des faits de pédophilie du prêtre, il ne signale pas l'agression du prêtre et le réintègre en 2010[113],[114]. Sarramagnan est mis en examen en 2016, 25 ans après que les agressions soient connues du diocèse de Bayonne. Après sa mise en examen, il est suspendu par son évêque Marc Aillet qui le renvoie à nouveau à l'abbaye Notre-Dame de Tournay. Marc Aillet signale enfin les faits à la justice le 15 avril 2016[115], juste après avoir participé à la Conférence des évêques de France du 12 avril. En septembre 2018 Jean-François Sarramagnan est condamné à six mois de prison avec sursis par le tribunal correctionnel de Bayonne pour « attentat à la pudeur sur un mineur de moins de 15 ans, sans violence, ni contrainte ». Par contre, la justice ne met pas en cause Marc Aillet, les faits étant prescrits.
- 2017
  - En juin, l'ancien évêque d'Orléans, André Fort est mis en examen pour n'avoir pas dénoncé des faits présumés d'attouchements sexuels sur mineurs[116]. Le 13 avril 2018, Olivier de Scitivaux de Greische, recteur de la basilique de Cléry-Saint-André et également aumônier de plusieurs collèges et lycées d’Orléans dans les années 2000 a été mis en examen pour agressions sexuelles sur un jeune garçon[117] ainsi que Pierre de Castelet, soupçonné d’avoir abusé en 1993 d’au moins une dizaine de garçons entre 11 et 13 ans lors d’un camp de vacances à Arthez-d’Asson, dans les Pyrénées-Atlantiques[118]. Le mardi 30 octobre 2018, Pierre de Castelet est jugé pour atteintes sexuelles sur mineurs de moins de 15 ans par personne ayant autorité, et André Fort pour non dénonciation[119] ; celui-ci dit avoir ignoré le caractère obligatoire de la dénonciation; ses prédécesseurs entre 1981 et 2002, Picandet et Daucourt, n’avaient pas non plus transmis à la police les informations qu'ils détenaient[120]. André Fort échappe à l'audience pour raisons médicales ; Pierre de Castelet ne nie pas les faits mais reste « impassible de bout en bout, y compris face aux larmes [des victimes] »[121]. Le 22 novembre, André Fort et Pierre de Castelet sont respectivement condamnés à huit mois de prison avec sursis et deux ans de prison ferme (sans mandat de dépôt ni incarcération immédiate)[122],[123].
- 2018
  - Le 21 décembre, Régis Peyrard, un ancien prêtre aumônier de 85 ans, est condamné par le tribunal correctionnel de Saint-Étienne à dix-huit mois de prison, dont six mois ferme, pour des agressions sexuelles sur un mineur dans les années 1990. Il reconnait avoir fait des dizaines de victimes mais la plupart des faits sont prescrits. Sa condamnation devrait être aménagée de façon à lui éviter la prison[124].
  - Le 22 novembre, Jean-Marc Schoepff, un prêtre et aumônier niçois ayant été au contact de jeunes pendant plus de trente-cinq ans est mis en examen et placé en détention provisoire[125], à la suite d'une information judiciaire pour « agressions sexuelles sur mineurs par personne ayant autorité »[126]. Une dizaine de ses victimes se sont manifestées après que l'une d'entre elles a témoigné à visage découvert[127] mais le procureur de la République de Nice estime que les victimes pourraient être beaucoup plus nombreuses[128]. Selon les informations du Monde, des signalements auprès de l’inspection générale et du collège dont Jean-Marc Schoepff était l'aumônier ont été ignorés[128]. Le diocèse l'avait écarté des mineurs depuis 2017[129],[67],[1],[68]. Jean-Marc Schoepff nie les faits qui lui sont reprochés[130].
  - En octobre, un jeune prêtre se suicide à Orléans à la suite d'accusations d’agression sexuelle sur mineurs[131],[132].
  - En mai, plusieurs informations judiciaires sont ouvertes pour des soupçons d’abus sexuels et de maltraitance dans la communauté catholique traditionaliste de Riaumont du Pas-de-Calais[133],[134]; six prêtres de cette communauté sont placés en garde à vue le mercredi 16 janvier 2019, mais pour des faits de violences non sexuelles[135].
  - Olivier de Scitivaux, recteur de la Basilique Notre-Dame de Cléry près d'Orléans, est accusé en 2018 d'avoir abusé sexuellement de jeunes garçons. Il est renvoyé de l'état clérical en 2021[136]. Reconnu coupable de viols et d'agressions sexuelles, il est condamné, le samedi 25 mai 2024, à 17 ans de réclusion criminelle par la cour d'assises du Loiret[137]. Le jeudi 30 mai 2024, il fait appel du jugement[138].
- 2019
  - Le 19 septembre, le quotidien La Croix annonce que le prêtre Georges Finet, directeur spirituel de Marthe Robin et cofondateur des Foyers de charité, fait l’objet d’une commission de recherche composée d’experts indépendants[139]. Le 7 mai 2020, les Foyers de charité publient la synthèse du rapport de la commission[140], qui a recueilli 143 témoignages portant sur une période située entre 1945 et 1983. Vingt-six femmes, pour la plupart anciennes élèves de l'établissement scolaire du Foyer de charité de Châteauneuf-de-Galaure (Drôme) et âgées de 10 à 14 ans au moment des faits, dénoncent son comportement lors de confessions. La commission souligne les « agissements gravement déviants » du père Georges Finet[141]. La chaîne télévisée KTO consacre une émission à ce sujet le 7 mai 2020[142].
  - En mars, le cardinal archevêque de Lyon Philippe Barbarin est condamné en première instance pour ne pas avoir signalé à la justice les agissements pédocriminels du prêtre Bernard Preynat. À l’issue de ce jugement il donne sa démission, en mai 2016, au pape François qui la refuse. Il se met alors en retrait du diocèse et fait appel du jugement et comparaît à partir du 28 novembre 2019. Sa condamnation est réformée par la cour d'appel de Lyon qui prononce son acquittement le 30 janvier 2020. L'arrêt est confirmé par la Cour de cassation le 14 avril 2021. Le pape François accepte la renonciation du cardinal Barbarin en tant qu'archevêque de Lyon, le 6 mars 2020.
  - En mars, Sergio Tefau, le prêtre de la paroisse de l’église St Thérèse de Papeete, est placé sous statut de témoin assisté[143] puis mis en examen[144] à Papeete pour agressions sexuelles sur mineurs[145].
  - En février, les guides et scouts d’Europe et l’association diocésaine de Perpignan sont parties civiles dans le procès d'un ancien prêtre, jugé pour agressions sexuelles sur mineurs entre 2006 et 2009[146].
  - En février, l'ancien prêtre Jean-Marc Desperon est condamné à trois ans de prison pour avoir abusé sexuellement d’un enfant.
  - En février, Hubert Guiochet (1923-2011), ancien aumônier d'Enghien-les-Bains, est dénoncée par ses victimes cinquante ans après les faits. Il aurait agressé des dizaines de collégiennes et lycéennes dans les années 1960[147]. Des archives dévoilées à la demande des victimes en 2019 montrent que le diocèse avait été alerté[148].

#### Années 2020
- 2020
  - Bernard Lecoquierre est condamné à deux ans de prison avec sursis, pour avoir agressé sexuellement des enfants entre 2007 et 2016 essentiellement à Neuville-lès-Dieppe et Yerville.
  - Jean-Marie Savioz, ancien curé de Perpignan accusé de viols et d’agressions sexuelles sur trois garçons mineurs, est condamné en appel à 20 ans de réclusion criminelle par la Cour d’assises de l’Aude[149].
- 2021
  - Bertrand Daudé, curé de Sommières, est condamné en septembre 2021 à 3 ans de prison dont 18 mois avec sursis probatoire pour corruption de mineurs[150],[151].
- 2022
  - En janvier 2022, le prêtre Louis Ribes, artiste peintre décédé en 1994, est accusé d'avoir agressé sexuellement plusieurs dizaines d'enfants dans les années 1970 et 1980. Plusieurs enfants ont posé nus à la demande du prêtre. Le diocèse de Lyon, convaincu de la véracité des allégations, a décidé de décrocher des édifices religieux les tableaux de Louis Ribes[152]. Selon l'évêque de Saint-Étienne, Sylvain Bataille, il y aurait au minimum 50 victimes[153].
  - En avril 2022 : un prêtre est condamné à 12 ans de réclusion par la cour criminelle de Saint-Denis de La Réunion pour viols et agressions sexuelles sur une mère de famille et son fils mineur[154].
  - En novembre 2022 :
    - Yannick Poligné, prêtre du diocèse de Rennes, est arrêté dans un hôtel à Paris pour viol, aggravé par l'administration de drogues et non protégé, sur un garçon de 15 ans rencontré sur internet, provocation de mineur à l'usage de stupéfiants et mise en danger de la vie d'autrui. Prétextant un cancer, Il avait l'habitude de se rendre à Paris pour une trithérapie contre le VIH et en profitait pour enchaîner des rencontres avec des hommes[155].
    - Guy Terrancle, ancien vicaire général du diocèse de Nice, « prélat d’honneur de sa Sainteté », est mis en cause dans une affaire de mœurs impliquant des viols[156],[157].
    - Pierre Cabarat, prêtre du diocèse de Blois, est convoqué par la police à la suite d'un témoignage l'accusant d'agression sexuelle sur mineur. Le dossier est classé sans suite, les faits étant prescrits. Jean-Pierre Batut, évêque de Blois, prend la décision de saisir la Congrégation pour la Doctrine de la Foi et de demander l’ouverture d’un procès canonique[158].

  - En décembre 2022, Pascal Wintzer, archevêque de Poitiers, annonce dans un communiqué qu'il a « promulgué une censure à l’encontre du prêtre Gabriele-Arcangelo Biagioni. Il est interdit de tout ministère public. Il ne doit avoir aucun contact avec les mineurs ». Gabriele-Arcangelo Biagioni a informé l'archevêque de Poitiers qu'il avait commis des agressions sexuelles sur des mineurs lorsqu'il était au Brésil dans les années 1990. Pascal Wintzer en a informé le parquet de Poitiers[159].

- 2023
  - En janvier 2023 :

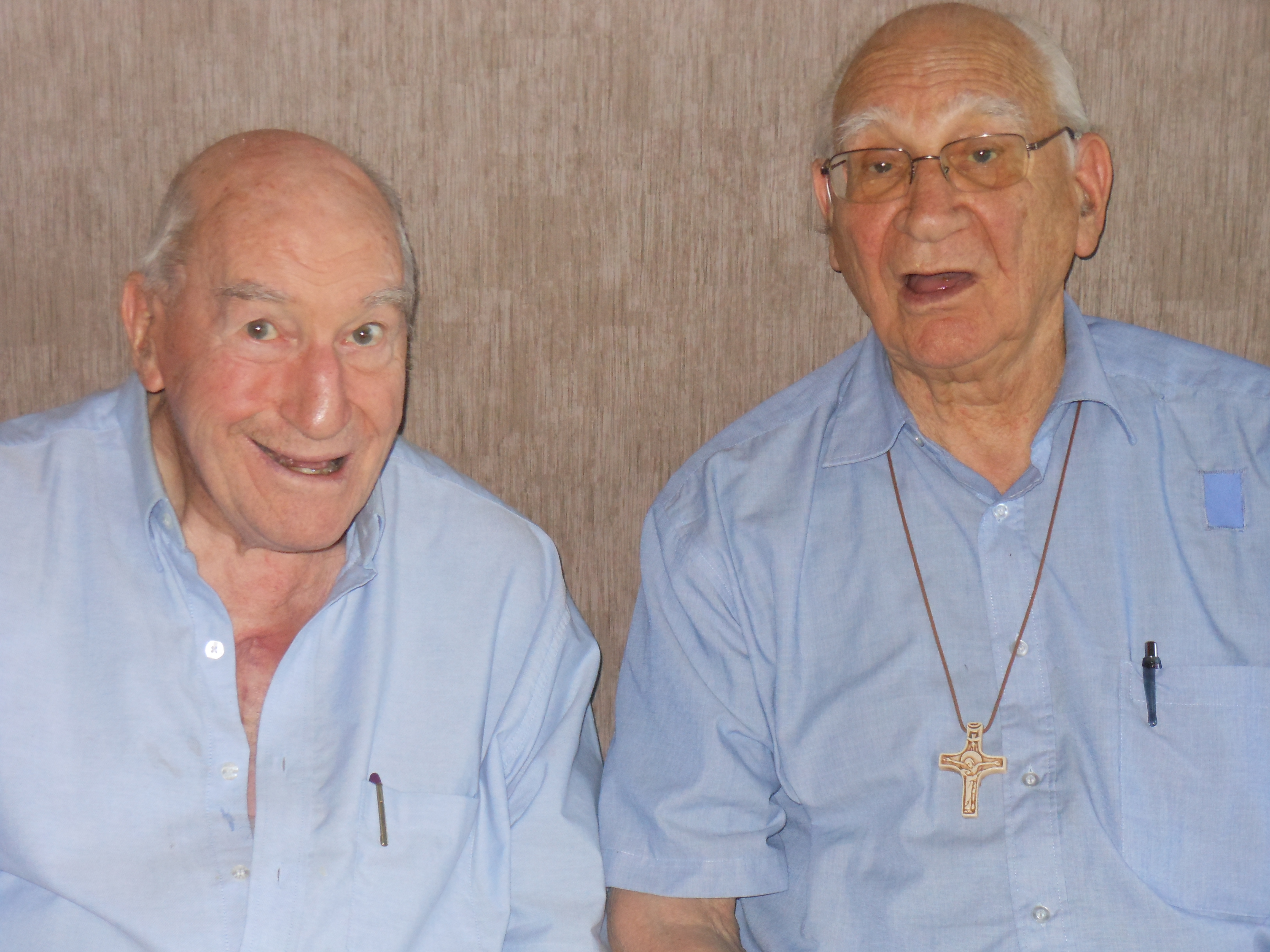
Les frères Jaccard en 2013.

    - À la suite de plusieurs plaintes en avril 2020, pour abus sexuels, l'évêque Jean-Luc Bouilleret suspend Raymond Jaccard de ses ministères en mai 2020. L'affaire est révélé au public en janvier 2023, près de trois ans après les premières plaintes, afin de connaitre d'autres éventuelles victimes[160],[161].
    - La Croix publie un reportage[162] sur des abus sexuels présumés au sein du cours Agnès de Langeac, école située dans l'abbaye Notre-Dame d'Autrey dans les Vosges, animée par la communauté des Béatitudes de 1988 jusqu'à sa fermeture en 2007.

  - En février 2023, Alain Bonjour, prêtre du Nord, est condamné à six ans de prison pour le viol d’une adolescente[163].
  - En mai 2023, Vincent Sterckeman, curé de Steenvoorde puis de Nieppe (Nord), est condamné à 8 ans de prison pour viols sur une mineure[164].
  - En octobre 2023, François-Xavier Grandpierre, prêtre du diocèse d'Angoulême ordonné en juin 2023, est mis en examen par le parquet de Versailles pour atteinte sexuelle sur mineur[165], pour des faits s'étant déroulé entre le 1er juillet 2021 et le 5 août 2023, au préjudice d’une victime, un garçon âgé entre 9 et 11 ans[166]. Son ministère sacerdotal est suspendu de manière conservatoire[167].